# Kuurne-Bruxelles-Kuurne 2012
La Kuurne-Bruxelles-Kuurne 2012, sessantaseiesima edizione della corsa, valida come prova dell'UCI Europe Tour 2012 categoria 1.1, fu disputata il 26 febbraio 2012 per un percorso di 195 km. Fu vinta dal britannico Mark Cavendish, al traguardo in 4h27'30" alla media di 43,73 km/h.
Dei 196 ciclisti alla partenza furono 139 a portare a termine la gara.

## Squadre partecipanti
| N.      | Cod. | Squadra                   |
| ------- | ---- | ------------------------- |
| 1-8     | SKY  | Sky Procycling            |
| 11-18   | OPQ  | Omega Pharma-Quickstep    |
| 21-28   | LTB  | Lotto-Belisol Team        |
| 31-38   | KAT  | Katusha Team              |
| 41-48   | RAB  | Rabobank Cycling Team     |
| 51-58   | GRM  | Team Garmin-Barracuda     |
| 61-68   | GEC  | GreenEdge Cycling Team    |
| 71-78   | FAR  | Farnese Vini-Selle Italia |
| 81-88   | BMC  | BMC Racing Team           |
| 91-98   | ALM  | AG2R La Mondiale          |
| 101-108 | VCD  | Vacansoleil-DCM           |
| 111-118 | APP  | Team NetApp               |
| 121-128 | FDJ  | FDJ-BigMat                |

| N.      | Cod. | Squadra                            |
| ------- | ---- | ---------------------------------- |
| 131-138 | ACC  | Accent Jobs-Willems Veranda's      |
| 141-148 | EUC  | Team Europcar                      |
| 151-158 | TT1  | Team Type 1-Sanofi                 |
| 161-168 | SAU  | Saur-Sojasun                       |
| 171-178 | TSV  | Topsport Vlaanderen-Mercator       |
| 181-188 | BSC  | Bretagne-Schuller                  |
| 191-198 | COF  | Cofidis, le Crédit en Ligne        |
| 201-208 | PRO  | Project 1T4I                       |
| 211-218 | LAN  | Landbouwkrediet-Euphny             |
| 221-228 | SPI  | SpiderTech powered by C10          |
| 231-238 | SKT  | An Post-Sean Kelly Team            |
| 241-248 | WBC  | Wallonie Bruxelles-Crédit Agricole |

## Ordine d'arrivo (Top 10)
| Pos. | Corridore             | Squadra       | Tempo    |
| ---- | --------------------- | ------------- | -------- |
| 1    | Mark Cavendish        | Sky           | 4h27'30" |
| 2    | Jaŭhen Hutarovič      | FDJ-BigMat    | s.t.     |
| 3    | Kenny van Hummel      | Vacansoleil   | s.t.     |
| 4    | Arnaud Démare         | FDJ-BigMat    | s.t.     |
| 5    | Aleksandr Serebrjakov | Type 1        | s.t.     |
| 6    | Tom Veelers           | Project 1T4I  | s.t.     |
| 7    | Sébastien Chavanel    | Europcar      | s.t.     |
| 8    | Stefan van Dijk       | Accent.jobs   | s.t.     |
| 9    | Alexander Kristoff    | Katusha       | s.t.     |
| 10   | André Greipel         | Lotto-Belisol | s.t.     |